# Mahagiri

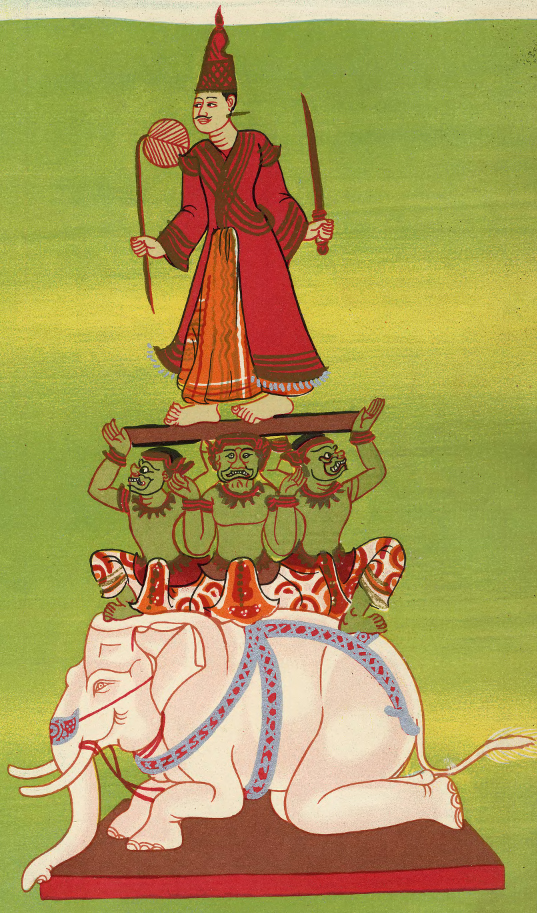
Maha Giri Nat

Min Mahagiri (birm. မင်းမဟာဂီရိ /məhà ɡìɹḭ/, dosł. "Pan Wielkiej Góry;" nazywany także Eindwin Nat) – jeden z natów, w ludzkim wcieleniu kowal, syn słynnego kowala U Tint Dawa.
Jako człowiek na imię miał Maung Tint De (Nga Tinde) czyli Pan Urodziwy. Słynął z niezwykłej siły – miał być najsilniejszym człowiekiem w królestwie.

## Genealogia
Kolorem zielonym oznaczono członków rodziny, którzy po śmierci zostali natami.

|  |  |  |  |            |            | U Tint Daw | U Tint Daw | U Tint Daw | U Tint Daw | U Tint Daw | U Tint Daw |                        |                        |                        |                        |                        |                        | ? | ? | ?                    | ?                    | ?                    | ?                    |                      |                      |  |  |            |            |            |            |            |            |
|  |  |  |  |            |            | U Tint Daw | U Tint Daw | U Tint Daw | U Tint Daw | U Tint Daw | U Tint Daw |                        |                        |                        |                        |                        |                        | ? | ? | ?                    | ?                    | ?                    | ?                    |                      |                      |  |  |            |            |            |            |            |            |
|  |  |  |  |            |            |            |            |            |            |            |            |                        |                        |                        |                        |                        |                        |   |   |                      |                      |                      |                      |                      |                      |  |  |            |            |            |            |            |            |
|  |  |  |  |            |            |            |            |            |            |            |            |                        |                        |                        |                        |                        |                        |   |   |                      |                      |                      |                      |                      |                      |  |  |            |            |            |            |            |            |
|  |  |  |  | Shwe Nabay | Shwe Nabay | Shwe Nabay | Shwe Nabay | Shwe Nabay | Shwe Nabay |            |            | Maung Tint De Mahagiri | Maung Tint De Mahagiri | Maung Tint De Mahagiri | Maung Tint De Mahagiri | Maung Tint De Mahagiri | Maung Tint De Mahagiri |   |   | Myat Hla Hnamadawgyi | Myat Hla Hnamadawgyi | Myat Hla Hnamadawgyi | Myat Hla Hnamadawgyi | Myat Hla Hnamadawgyi | Myat Hla Hnamadawgyi |  |  | Thonbanhla | Thonbanhla | Thonbanhla | Thonbanhla | Thonbanhla | Thonbanhla |
|  |  |  |  | Shwe Nabay | Shwe Nabay | Shwe Nabay | Shwe Nabay | Shwe Nabay | Shwe Nabay |            |            | Maung Tint De Mahagiri | Maung Tint De Mahagiri | Maung Tint De Mahagiri | Maung Tint De Mahagiri | Maung Tint De Mahagiri | Maung Tint De Mahagiri |   |   | Myat Hla Hnamadawgyi | Myat Hla Hnamadawgyi | Myat Hla Hnamadawgyi | Myat Hla Hnamadawgyi | Myat Hla Hnamadawgyi | Myat Hla Hnamadawgyi |  |  | Thonbanhla | Thonbanhla | Thonbanhla | Thonbanhla | Thonbanhla | Thonbanhla |
|  |  |  |  |            |            |            |            |            |            |            |            |                        |                        |                        |                        |                        |                        |   |   |                      |                      |                      |                      |                      |                      |  |  |            |            |            |            |            |            |
|  |  |  |  |            |            |            |            |            |            |            |            |                        |                        |                        |                        |                        |                        |   |   |                      |                      |                      |                      |                      |                      |  |  |            |            |            |            |            |            |
|  |  |  |  | Shin Nyo   | Shin Nyo   | Shin Nyo   | Shin Nyo   | Shin Nyo   | Shin Nyo   |            |            | Shin Byu               | Shin Byu               | Shin Byu               | Shin Byu               | Shin Byu               | Shin Byu               |   |   |                      |                      |                      |                      |                      |                      |  |  | Shin Nemi  | Shin Nemi  | Shin Nemi  | Shin Nemi  | Shin Nemi  | Shin Nemi  |

## Legenda
Władca Tagaung obawiał się, że będzie on próbował pozbawić go tronu, więc Maung Tint De ukrył się w małej wiosce. Król uciekł się do podstępu poślubiając siostrę Maung Tint De – Saw Me Ya, nazywaną także Myat Hla lub Shwe Myet-hna (Złota Twarz), która została jedną z królowych. Namówił on Saw Me Ya by poprosiła brata o wyjście z ukrycia, aby mógł on objąć wysoki urząd. Gdy jednak Maung Tint De opuścił kryjówkę, król kazał go aresztować i spalić żywcem przywiązanego  do drzewa champaki (sagawabin) . Jego siostra, uzyskawszy od króla pozwolenie na pożegnanie się z bratem, rzuciła się w płomienie i umarła wraz z nim. Z ich ciał jedynie głowy pozostały nie spalone. Żona Maunga Tint De, Shwe Nabay, umarła z żalu, gdy dowiedziała się o jego śmierci.
Po śmierci rodzeństwo zostało złymi natami zamieszkującymi owo drzewo, zabijającymi i pożerającymi każdego, kto znalazł się w jego cieniu. Dlatego król Tagaung (Tagaung Min) kazał wykarczować drzewo i wrzucić je do rzeki Irawadi. Nurt uniósł pień, aż osiadł on na brzegu królestwa Paganu rządzonego przez króla Thinligyaunga (344-387), któremu obydwa naty objawiły się we śnie opowiadając o swoim losie. Zaoferowały one miastu opiekę pod warunkiem otrzymania miejsca na zamieszkanie. Król Thinligyaung kazał przenieść pień na Górę Puppa, po jego podzieleniu na dwie części (po jednej dla każdego z natów) i wyrzeźbieniu na nim ludzkich rysów. Od tej pory Maung Tint De stał się znany jako Pan Wielkiej Góry.

## Przedstawienia
Mahagiri przedstawiany jest w szatach i uczesaniu królewskiego ministra. W prawej ręce trzyma wachlarz, podstawowe narzędzie dworskiego urzędnika, a w lewej miecz.
Obydwa naty zostały także uczczone kapliczkami umieszczonymi po obydwu stronach prowadzącej do Paganu Bramy Tharabha: Maung Tint De po prawej, a Shwe Myet-hna po lewej . Późniejsi królowie rozkazywali aby z obydwu części pnia wykonywano pozłacane głowy i umieszczano je na kolumnach na Górze Puppa (te pochodzące z roku 1812 są ciągle obiektem kultu na Górze). Król Kyanzittha, któremu naty te miały szczególnie pomagać, nakazał by w każdym birmańskim domu oddawano im cześć wywieszając zielone orzechy kokosowe.
Wizerunki Mahagiri i jego rodziny umieszczone są w poświęconych im kaplicach na Górze Puppa. Strzegą ich dziedziczni opiekunowie tych przybytków i tylko im wolno je dotykać.

## Kult
Birmańczycy wierzą, że odpowiednio przebłagany nat Mahagiri chroni domostwo przed złodziejami, rozbójnikami i innymi wrogami. Gdy zostanie niewłaściwie uczczony, Mahagiri może sprowadzić na dom nieszczęścia: chorobę, biedę i sprzeczki. Cześć oddaje mu się wieszając zielony kokos obwiązany białymi i czerwonymi opaskami, umieszczany w specjalnej kapliczce znajdującej się we wschodniej części głównego pokoju domu. Kokosowi temu, będącemu zarówno miejscem zamieszkania nata, jak i darem dla niego, nie pozwala się nigdy wyschnąć. Obecność Mahagiri w domu wymaga powstrzymywania się od działań, które mogłyby go obrażać. Dlatego kokos jest wynoszony w trakcie porodu, uważanego za zdarzenie nieczyste. Usuwany jest też po śmierci domownika i nie może być zastąpiony nowym orzechem przez siedem dni. Za czynność szczególnie obraźliwą dla Mahagiri i jego siostry uważane jest współżycie seksualne po  południowo-wschodniej stronie domu, gdzie umieszczany jest kokos. Dlatego właśnie birmańskie małżeństwa nigdy nie sypiają po tej stronie domu.
W przeciętnym birmańskim domu nie umieszcza się figuralnych przedstawień Mahagiri. Można je znaleźć jedynie w domostwach osób zajmujących się zawodowo kontaktami ze światem duchów (nat kadaw).
Choć każda ceremonia ku czci natów (nat-pwe) rozpoczyna się pieśnią skierowaną do Mahagiri, bardzo rzadko jest on przyzywany przez uczestniczące w obrzędach media.